# Hémera
Hémera (ógörög Ἡμέρα, nap [mint időegység]) a görög mitológia egyik istensége. Hésziodosz szerint Nüx és Erebosz, az éj és a homály gyermeke. A nap vagy a nappal megszemélyesítője Aithér mellett. Tőle származtatják egyesek Uranoszt. Testvérei: Tantalosz, Aithér, a kérek, Nemeszisz és Kharón.